# ۲سی-آی
۲-سی-آی (به انگلیسی: 2C-I) یک ترکیب شیمیایی با شناسه پاب‌کم ۱۰۲۶۷۱۹۱ است. که جرم مولی آن ۳۰۷٫۱۳ g/mol می‌باشد.